# Alicia en el país de las maravillas (película de 1972)
Las Aventuras de Alicia (Alice's Adventures in Wonderland en el original en inglés) es un musical británico de 1972, basado en la novela Alicia en el País de las Maravillas de Lewis Carroll. Destacable por su gran reparto que incluía a Fiona Fullerton como Alicia, Michael Crawford como el Conejo Blanco, Sir Ralph Richardson como la Oruga azul, Sir Robert Helpmann como Sombrerero Loco, Peter Sellers como La Liebre, Roy Kinnear como el Gato de Cheshire, Dudley Moore como el Lirón y Hywel Bennett como el Pato.

## Reparto
- Fiona Fullerton - Alicia
- Meagan Moore - Alicia (canciones) (no acreditada)
- Michael Jayston - Lewis Carroll (Charles Dodgson)
- Hywel Bennett - Duckworth
- Michael Crawford - El Conejo Blanco
- Davy Kaye - Mouse
- William Ellis - Dodo
- Freddie Earlle - Guinea Pig Pat
- Julian Chagrin - Bill the Lizard
- Mike Elles - Guinea Pig Two
- Ralph Richardson - The Caterpillar
- Fred Cox - Tweedledum (como Freddie Cox)
- Frank Cox - Tweedledee
- Peter O'Farrell - Fish Footman
- Ian Trigger - Frog Footman (as Peter Trigger)
- Peter Bull - Duchess
- Patsy Rowlands - Cook
- Roy Kinnear - Cheshire Cat
- Robert Helpmann - The Mad Hatter
- Peter Sellers - The March Hare
- Dudley Moore - Dormouse
- Dennis Waterman - 2 of Spades
- Ray Brooks - 5 of Spades
- Richard Warwick - 7 of Spades
- Dennis Price - King of Hearts
- Flora Robson - Queen of Hearts
- Rodney Bewes - Knave of Hearts
- Spike Milligan - Gryphon
- Michael Hordern - Mock Turtle
- Victoria Shallard - Lorina
- Pippa Vickers - Edith
- Ray Edwards - Eagle
- Stanley Bates - Monkey
- Melita Manger - Squirrel
- Angela Morgan - Lory
- June Kidd - Magpie
- Michael Reardon - Frog
- Brian Tripping - Duck

El compositor de la banda sonora fue John Barry.